# Hansjürgen Staudinger
Hansjürgen Staudinger (* 18. November 1914 in Zürich; † 6. Januar 1990 in Freiburg im Breisgau) war ein deutscher Biochemiker und Hochschullehrer.

## Leben
Staudinger absolvierte nach dem Abschluss seiner Schullaufbahn ein Studium der Chemie an den Universitäten Königsberg, Göttingen, München und Freiburg. In Freiburg promovierte Staudinger mit der 1940 erschienenen Dissertation Über Halogenderivate der Kautschukkohlenwasserstoffe zum Dr. rer nat.
Während des Zweiten Weltkrieges leitete Staudinger ab 1941 am Freiburger Institut für Luftfahrtmedizinische Pathologie des Reichsluftfahrtministeriums die Chemische Abteilung unter Franz Büchner. Im Schwerpunkt widmete er sich zu dieser Zeit der Kälteforschung. Staudinger nahm an der Tagung über Ärztliche Fragen bei Seenot und Winternot am 26. und 27. Oktober 1942 teil, wo auch über die „Unterkühlungsversuche“ im KZ Dachau referiert wurde. Mit der im Februar 1946 erschienenen Schrift Über natürliche Glykogene habilitierte er sich in Freiburg. Zudem hatte er in Freiburg auch das vorklinische Medizinstudium absolviert.
Nach Kriegsende war Staudinger in Brackwede leitender Chemiker der Asta-Werke AG. Ab 1948 leitete Staudinger als Chefarzt das Zentrallaboratorium an den Städtischen Krankenanstalten Mannheim. Zusätzlich war er Privatdozent an der Universität Heidelberg und wurde dort 1955 zum außerplanmäßigen Professor ernannt. Staudinger wechselte 1959 als Ordinarius für Physiologische Chemie an die Universität Gießen, wo er als Direktor auch das Physiologisch-Chemische Institut leitete. Staudinger machte sich insbesondere um die Forschung zur Klinischen Chemie verdient.

## Mitgliedschaften
- NS-Studentenbund (1934)[2]
- NS-Reichsbund für Leibesübungen (1938)[2]
- NS-Altherrenbund (1938)[2]
- NS-Bund Deutscher Technik (1942)[2]
- NS-Volkswohlfahrt (1943)[2]
- Mitglied des Senats sowie zeitweise Vizepräsident der Deutschen Forschungsgemeinschaft (DFG)[2][1]

## Ehrungen
- Verleihung der Johann-Joseph-Scherer-Medaille durch die Die Deutsche Gesellschaft für Klinische Chemie (1980)[1]
- Großes Bundesverdienstkreuz (1975)[2]
- Ehrensenator der Universität Gießen (1977)[2]